# Pergola (cognome)
Pergola è un cognome di lingua italiana.

## Varianti
Della Pergola, Pergolari, Pergolati, Pergolese, Pergolesi, Pergoli, Pergolini, Pergolis, Pergolizzi, Pergolotti, Pergulese, Perguletti.

## Origine e diffusione
Cognome tipicamente panitaliano, è presente prevalentemente nelle Marche.
Potrebbe derivare dal toponimo Pergola, in provincia di Pesaro.
La variante Pergolis è friulana.

## Persone
- Romolo Pergola – pittore italiano